# Austrachipteria bidentata
Austrachipteria bidentata är en kvalsterart som först beskrevs av Hammer 1967.  Austrachipteria bidentata ingår i släktet Austrachipteria och familjen Austrachipteriidae. Inga underarter finns listade.